# Liste der Bodendenkmäler in Blindheim
Auf dieser Seite sind die Bodendenkmäler in der schwäbischen Gemeinde Blindheim zusammengestellt. Diese Tabelle ist eine Teilliste der Liste der Bodendenkmäler in Bayern. Grundlage ist die Bayerische Denkmalliste, die auf Basis des Bayerischen Denkmalschutzgesetzes vom 1. Oktober 1973 erstmals erstellt wurde und seither durch das Bayerische Landesamt für Denkmalpflege geführt wird. Die folgenden Angaben ersetzen nicht die rechtsverbindliche Auskunft der Denkmalschutzbehörde.

## Bodendenkmäler der Gemeinde Blindheim

### Bodendenkmäler im Ortsteil Blindheim
| Lage                 | Objekt | Akten-Nr.     | Bild                       |
| -------------------- | --- | ------------- | -------------------------- |
| Blindheim (Standort) | Grabhügel vorgeschichtlicher Zeitstellung.                                                                                            | D-7-7329-0009 |                            |
| Blindheim (Standort) | Grabhügel der Hallstattzeit. | D-7-7329-0010 |                            |
| Blindheim (Standort) | Römische Villa rustica. | D-7-7329-0012 |                            |
| Blindheim (Standort) | Siedlung der Bronzezeit und Urnenfelderzeit.                                                                                          | D-7-7329-0034 |                            |
| Blindheim (Standort) | Siedlung vorgeschichtlicher Zeitstellung.                                                                                             | D-7-7329-0039 |                            |
| Blindheim (Standort) | Siedlung der Linearbandkeramik und der vorgeschichtlichen Metallzeiten.                                                               | D-7-7329-0041 |                            |
| Blindheim (Standort) | Siedlung vorgeschichtlicher Zeitstellung.                                                                                             | D-7-7329-0061 |                            |
| Blindheim (Standort) | Siedlung der Hallstattzeit. | D-7-7329-0062 |                            |
| Blindheim (Standort) | Straße der römischen Kaiserzeit. | D-7-7329-0126 |                            |
| Blindheim (Standort) | Pfarrkirche St. Martin Mittelalterliche und frühneuzeitliche Befunde im Bereich der Katholischen Pfarrkirche St. Martin in Blindheim. | D-7-7329-0146 | Bodendenkmal D-7-7329-0146 |
| Blindheim (Standort) | Mittelalterliche und frühneuzeitliche Befunde im Bereich des ehemaligen frühneuzeitlichen Hofmarkschlösschens.                        | D-7-7329-0147 |                            |
| Blindheim (Standort) | Straße der römischen Kaiserzeit. | D-7-7329-0188 |                            |
| Blindheim (Standort) | Siedlung der frühen Bronzezeit, Reihengräber des Frühmittelalters.                                                                    | D-7-7329-0441 |                            |
| Blindheim (Standort) | Körpergräber vorgeschichtlicher Zeitstellung.                                                                                         | D-7-7329-0454 |                            |
| Blindheim (Standort) | Siedlung des Mittelalters und der frühen Neuzeit.                                                                                     | D-7-7329-0455 |                            |
| Blindheim (Standort) | Brandgräber der Urnenfelderzeit, Siedlung der Urnenfelder- und Hallstattzeit.                                                         | D-7-7329-0456 |                            |

### Bodendenkmäler im Ortsteil Oberglauheim
| Lage                    | Objekt                                    | Akten-Nr.     | Bild |
| ----------------------- | ----------------------------------------- | ------------- | ---- |
| Oberglauheim (Standort) | Siedlung vorgeschichtlicher Zeitstellung. | D-7-7329-0140 |      |

### Bodendenkmäler im Ortsteil Schwennenbach
| Lage                     | Objekt                                  | Akten-Nr.     | Bild |
| ------------------------ | --------------------------------------- | ------------- | ---- |
| Schwennenbach (Standort) | Viereckschanze der jüngeren Latènezeit. | D-7-7329-0105 |      |

### Bodendenkmäler im Ortsteil Unterbissingen
| Lage                      | Objekt                                     | Akten-Nr.     | Bild |
| ------------------------- | ------------------------------------------ | ------------- | ---- |
| Unterbissingen (Standort) | Grabhügel vorgeschichtlicher Zeitstellung. | D-7-7329-0418 |      |

### Bodendenkmäler im Ortsteil Unterglauheim
| Lage                     | Objekt                                                                | Akten-Nr.     | Bild |
| ------------------------ | --------------------------------------------------------------------- | ------------- | ---- |
| Unterglauheim (Standort) | Grabhügel vorgeschichtlicher Zeitstellung.                            | D-7-7329-0068 |      |
| Unterglauheim (Standort) | Siedlung vorgeschichtlicher Zeitstellung.                             | D-7-7329-0069 |      |
| Unterglauheim (Standort) | Brandgräber der römischen Kaiserzeit.                                 | D-7-7329-0117 |      |
| Unterglauheim (Standort) | Mittelalterlicher Turmhügel.                                          | D-7-7329-0118 |      |
| Unterglauheim (Standort) | Siedlung des Neolithikums und der römischen Kaiserzeit.               | D-7-7329-0127 |      |
| Unterglauheim (Standort) | Körpergräber des Frühmittelalters.                                    | D-7-7329-0150 |      |
| Unterglauheim (Standort) | Brandgräber der Urnenfelderzeit.                                      | D-7-7329-0151 |      |
| Unterglauheim (Standort) | Freilandstation des Mesolithikums und Siedlung der Linearbandkeramik. | D-7-7329-0439 |      |
| Unterglauheim (Standort) | Straße der römischen Kaiserzeit.                                      | D-7-7329-0440 |      |
| Unterglauheim (Standort) | Siedlung der Bronzezeit.                                              | D-7-7329-0442 |      |
| Unterglauheim (Standort) | Siedlung des Neolithikums.                                            | D-7-7329-0443 |      |
| Unterglauheim (Standort) | Siedlung der Latènezeit.                                              | D-7-7329-0444 |      |

### Bodendenkmäler im Ortsteil Wolpertstetten
| Lage                      | Objekt                                                                                                 | Akten-Nr.     | Bild                       |
| ------------------------- | --- | ------------- | -------------------------- |
| Wolpertstetten (Standort) | Siedlung vorgeschichtlicher Zeitstellung.                                                              | D-7-7329-0020 |                            |
| Wolpertstetten (Standort) | Siedlung vorgeschichtlicher Zeitstellung.                                                              | D-7-7329-0021 |                            |
| Wolpertstetten (Standort) | Siedlung der Linear- und Stichbandkeramik.                                                             | D-7-7329-0022 |                            |
| Wolpertstetten (Standort) | Schanze vor- und frühgeschichtlicher Zeitstellung.                                                     | D-7-7329-0112 |                            |
| Wolpertstetten (Standort) | Filialkirche St. Nikolaus Mittelalterliche Vorgängerbauten der Katholischen Filialkirche St. Nikolaus. | D-7-7329-0159 | Bodendenkmal D-7-7329-0159 |